# Fernando Bruquetas de Castro
Fernando Bruquetas de Castro (Sahara español, 1953) es un historiador español especializado en la historia de las Islas Canarias y norte de África. 

## Biografía
Fernando Bruquetas es el sexto de ocho hermanos. Sus padres, el militar Jorge Bruquetas y Gude, y su esposa María Teresa de Castro Caballero, se hallaban en el Sahara, donde el oficial estaba destinado como especialista en el reconocimiento del interior del desierto, lugar en el que permaneció durante una veintena de años. En 1956 se trasladaron a Gran Canaria. Allí se forma el joven Bruquetas, alternando las estancias en El Aaiún (Instituto General Alonso) y Las Palmas de Gran Canaria (en los institutos Pérez Galdós y Alonso Quesada). En 1973 comenzó la educación universitaria en la Facultad de Ciencias Políticas y Sociología de la Universidad Complutense de Madrid. Fue detenido en 1974 por motivos políticos y tras cumplir pena en Carabanchel regresó a Canarias. Estudió primer año de Psicología en la UNED y acabó la carrera de Magisterio en la Universidad de La Laguna, pero apenas ejerció al dedicarse a la actividad periodística en prensa y radio. El mundo de la noche también le mantuvo ocupado una decena de años, hasta que en 1993 obtuvo la licenciatura en Geografía e Historia en la recién creada Universidad de Las Palmas de Gran Canaria. 
En el 2000 obtuvo el premio a la mejor tesis doctoral del bienio 1998-2000, y premio extraordinario de doctorado por la tesis doctoral Lanzarote en el siglo XVII: gobierno, administración y economía, por la Universidad de Las Palmas de Gran Canaria. Además, obtuvo la plaza de profesor titular y luego de catedrático de Escuela Universitaria en la especialidad de Historia Moderna en la misma Universidad de Las Palmas, donde ha impartido varias asignaturas relacionadas con la historia moderna Universal, de España y de Canarias.
En su faceta de autor científico y literario su obra versa sobre la historia de las islas Canarias, la historia LGBT y la de otros colectivos minoritarios, con obras como Outing en España (2000) con el prólogo de Jerónimo Saavedra, en el que éste dio a conocer al público su condición de homosexual. Ha colaborado, además, en los periódicos Canarias 7, La Provincia, El Mundo-La Gaceta de Canarias y ABC. 
Fernando Bruquetas de Castro ha sido profesor visitante en la Universidad Rusa de la Amistad de los Pueblos (Moscú), en la Universidad de Coimbra (Portugal), en la Universidad Estatal Mechnikov de Odesa (Ucrania) y de la Universidad de La Habana (Cuba). Bruquetas es miembro de la Academia Apolo Délfico, del Instituto de Estudios Canarios Rey Fernando Guanarteme, así como de la Fundación Española de Historia Moderna y de la AGLP (Asociación Generaciones de La Paz) con sede en El Aaiún, Sáhara.

## Obra
Historia de las Islas Canarias:
- La esclavitud en Lanzarote, 1618–1650 (1994; ISBN 978-84-8103-059-4),
- Don Agustín de Herrera y Rojas, primer marqués de Lanzarote (1995; ISBN 978-84-87461-37-8),
- Actas del Cabildo de Lanzarote, siglo XVII (1997; ISBN 978-84-87021-37-4),
- Nombramientos y títulos de la isla de Lanzarote, 1641-1685.
- El Memorial Ajustado del Estado de Lanzarote, 1772 (2001; ISBN 978-84-87021-80-0).
- Lanzarote en el siglo XVII: gobierno, administración y economía (2003; ISBN 978-84-95938-17-6).
- Don Gonzalo de Saavedra y doña María de Muxica. Señores de Fuerteventura (2013; ISBN 978-84-96017-98-6).
- La Casa condal de la Vega Grande de Guadalupe (Historia de una familia) (2014; ISBN 978-84-616-8660-5).
- El condado de la Vega Grande de Guadalupe (2014; ISBN 978-84-617-0634-1) en colaboración con M. Lobo.
- El ingeniero militar Próspero Casola y Canarias (Escritos, informes y descripciones) (2014; ISBN 978-84-8103-730-2).
- Teguise, 600 años de Historia. 1418-2018. (2019; 978-84-17890-47-6).

Historia LGBT y otros colectivos minoritarios:
- Outing en España: Los españoles salen del armario (2000; ISBN 978-84-923433-6-2).
- Reyes que amaron como reinas: de Julio César al Duque de Windsor (2003; ISBN 978-84-9734-076-2).
- Pícaros y homosexuales en la España moderna: marginales (2005; ISBN 978-84-9793-580-7) y
- La historia de los burdeles en España: de lupanares, puteríos reales y otras mancebías (2006; ISBN 978-84-9734-452-4).
- El Sexo y los políticos (2012; ISBN 978-84-9970-456-2)

Otras publicaciones:
- Don Sebastián de Portugal. Historia y mito. (2023; ISBN 978-84-9042-483-4).
- Don Carlos, príncipe de las Españas. Biografía del malogrado hijo de Felipe II. Con Manuel Lobo Cabrera; Editorial Cátedra, 2016.
- La Habana de Velázquez. Reedición de la obra de Jenaro Artíles. Con el académico Juan Gómez-Pamo y Guerra del Río, Las Palmas, 2018.